# クローダ・ダ・ラーゴ
クローダ・ダ・ラーゴ（Croda da Lago）は、イタリアにある山。東アルプス山脈の一部であるドロミーティにある連峰である。コルティーナ・ダンペッツォ（Cortina d'Ampezzo）の南南西、サン・ヴィート・ディ・カドーレ（San Vito di Cadore）の西北西に位置する。西にはジアウ峠（Passo Giau）がある。最も高いピークであるシーマ・アンブリッツォーラ（Cima Ambrizzola）の標高は2715 mである。
クローダ（croda）はイタリア系チロルで草木が生えていない岩山や稜線を指す言葉である。古くはピッツ・フォルミン（Piz Formin）やクローダ・ディ・フォルミン（Croda di Formin）とも呼ばれていた。

## 主なピーク
1. シーマ・アンブリッツォーラ（Cima Ambrizzola） 2715 m
2. クローダ・ダ・ラーゴ（Croda da Lago） 2701 m
3. シーマ・デ・ラストイ（Cima de Lastoi） 2657 m
4. モンテ・セルネラ（Monte Cernera） 2657 m
5. ベッコ・ディ・メッツォーディ（Becco di Mezzodì） 2603 m

## 歴史
初登頂は1884年にエトヴェシュ・ロラーンド（Vásárosnaményi báró Eötvös Loránd）男爵とインナーコフラー（Michael Innerkofler）によりなされた
。エトヴェシュは、ハンガリーの物理学者であると同時に、南チロルでは登山家として知られ、本人は科学的発見よりも登山の実績を誇りに思うと度々言っていた。ドロミーティのミズリーナ湖の東に彼の名に因んだ山頂、シーマ・エトヴェシュ（Cima Eotvos, 2825 m）がある。
イタリア人作家ディーノ・ブッツァーティ（Dino Buzzati）の遺灰はクローダ・ダ・ラーゴにまかれた。ブッツァーティはドロミーティのペール・ディ・サン・マルティーノ（Pale di San Martino, 3192 m）とクローダ・ダ・ラーゴをとりわけ好んでいた。

## ギャラリー

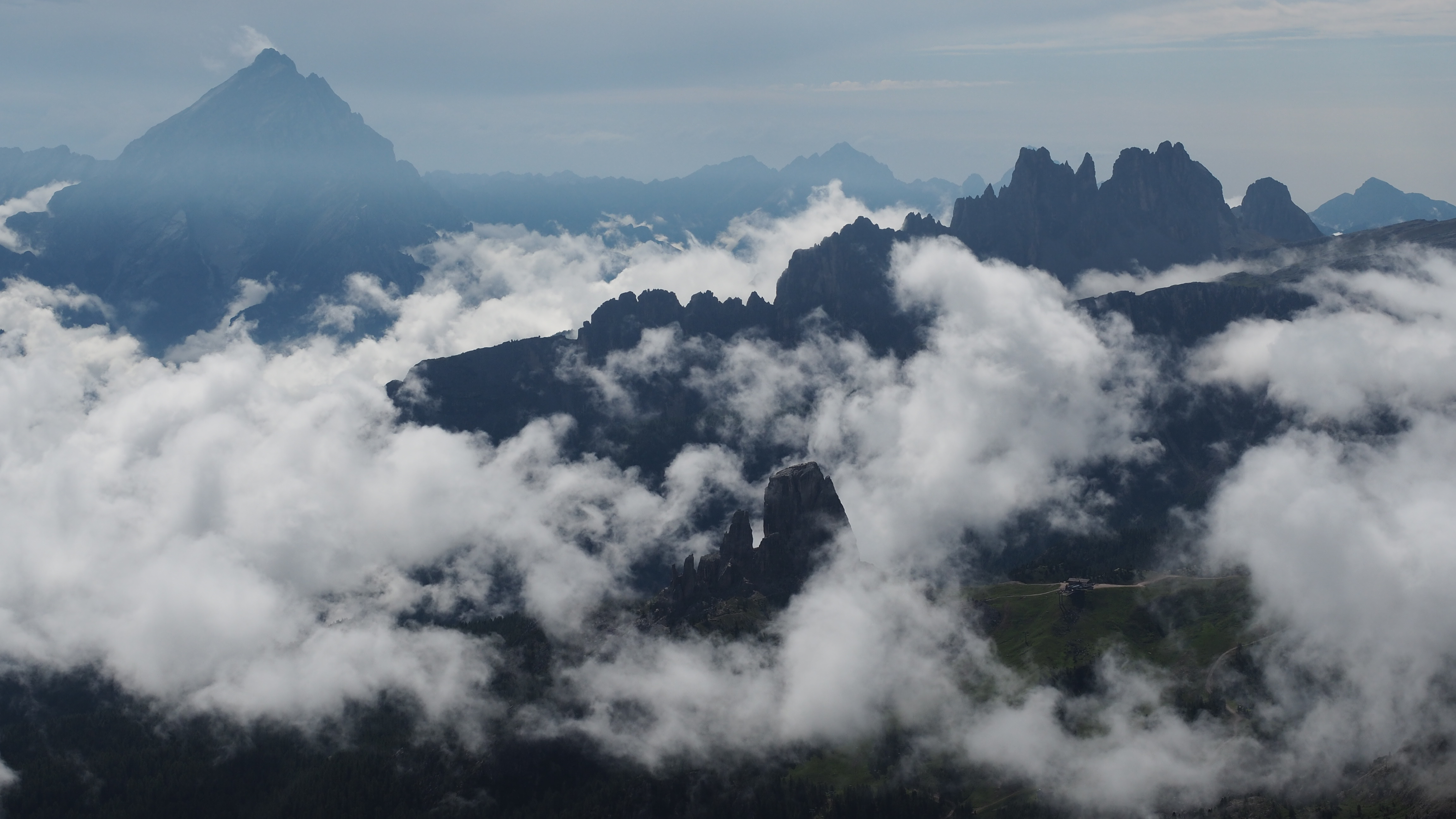
ラガツォイからの眺め。鋸刃状の山がクローダ・ダ・ラーゴ、中央手前はチンクェトッリ（Cinque Torri）、左奥はアンテラオ（Antelao）。
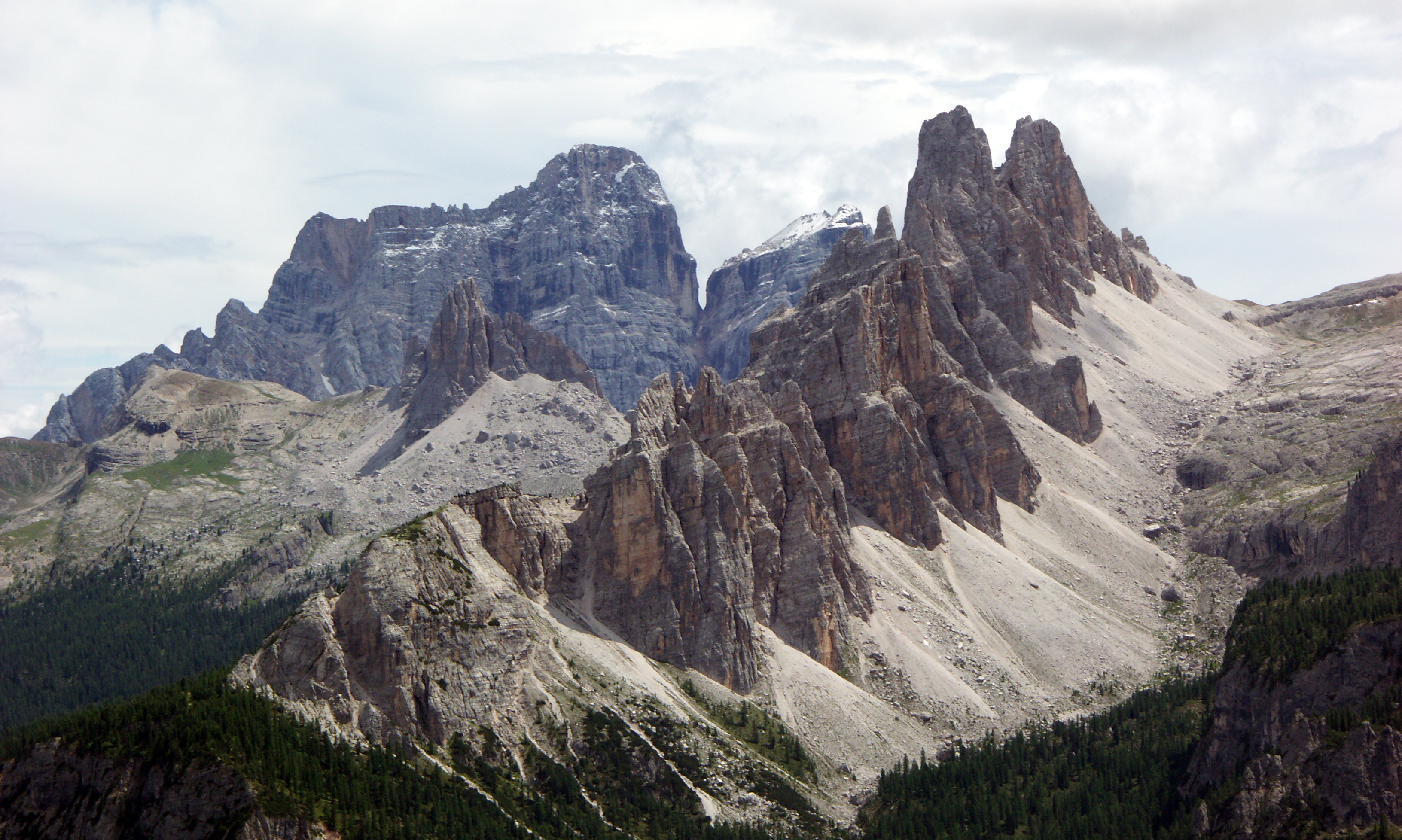
北西からの眺め。奥はモンテ・ペルモ（Monte Pelmo）
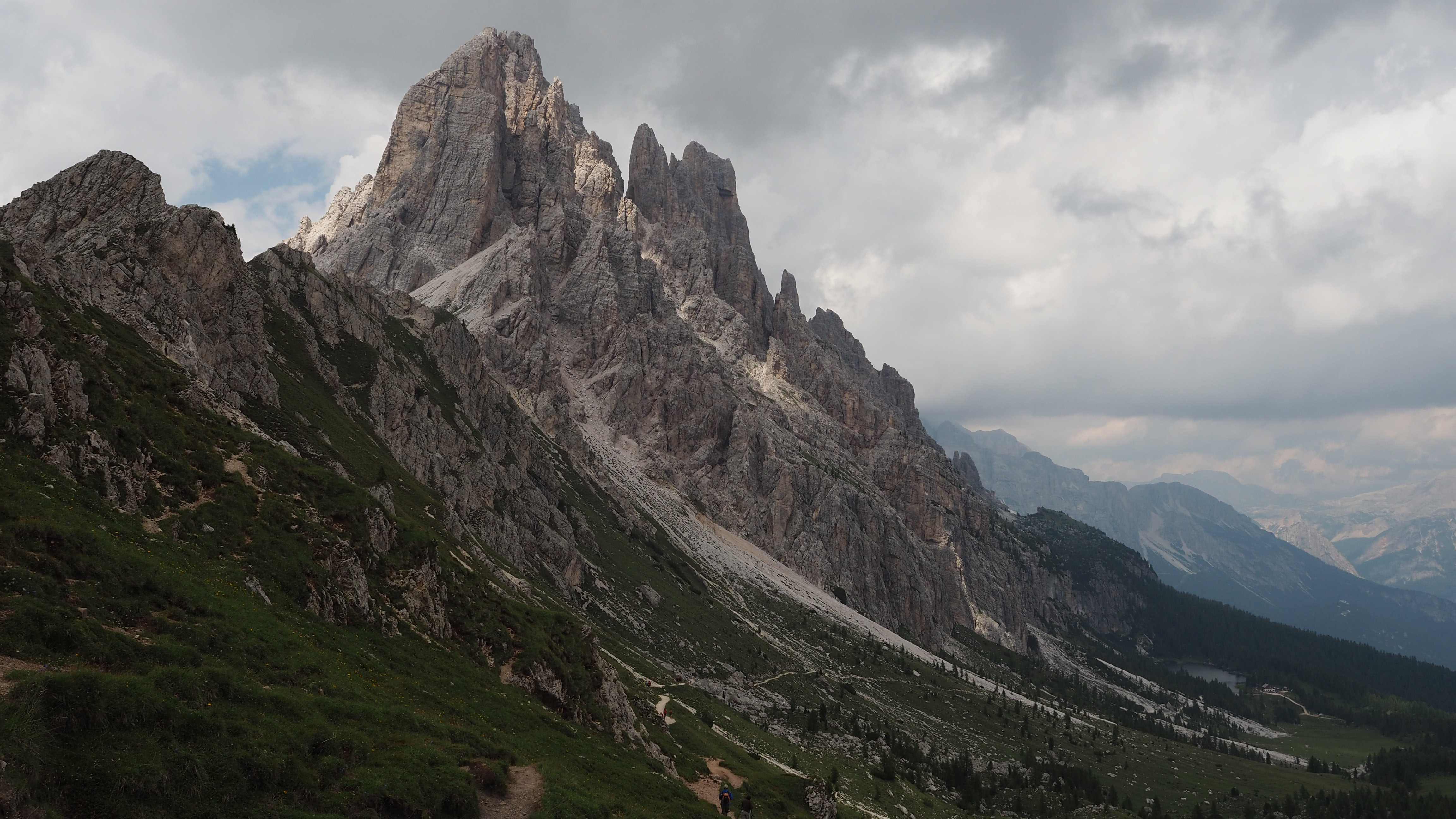
南からの眺め。右下に山の名の元となったフェデーラ湖（イタリア語版）（Lago Federa）が見える。
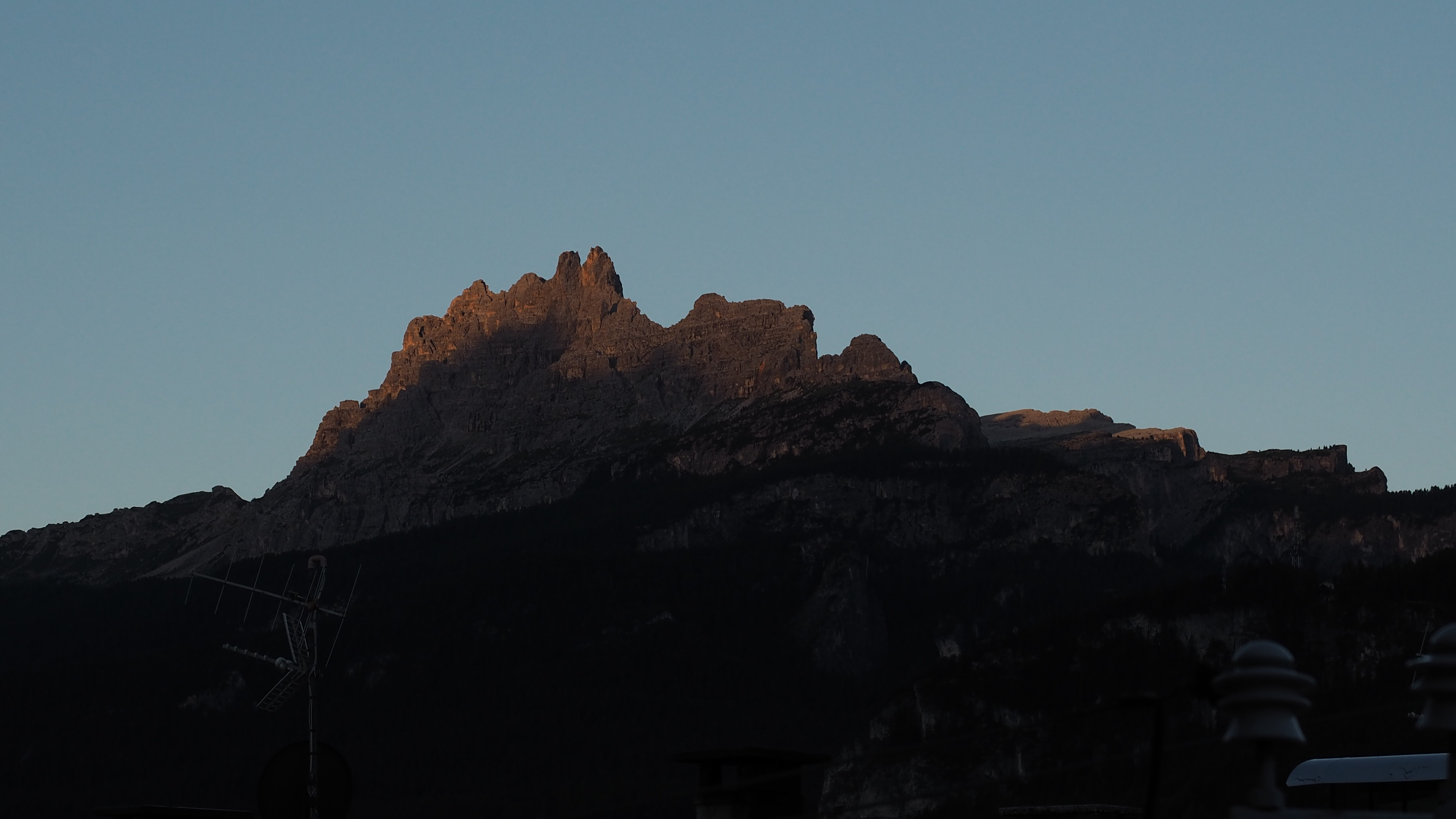
コルティーナ・ダンペッツォからの眺め。